# タラゴン
タラゴン（英語: Tarragon、学名: Artemisia dracunculus）は、キク科ヨモギ属に分類される多年生植物である。自然にはロシア南部や中央アジアにかけて分布する。エストラゴン (フランス語: estragon) の名でも知られ、フランス料理に使われるハーブの1つでもある。このため、原産地に限らず、栽培が行われている地域もある。和名では、ホソバアオヨモギと呼ばれる。

## 特徴
本種はカール・フォン・リンネの『植物の種』(1753年) で記載された植物の1つとして知られる。タラゴンの原産地は、ロシア南部か西アジアか東ヨーロッパの付近であろうと考えられている。しかしながら、タラゴンは料理に使われる場合もある。このため、フランス、ドイツ、オランダ、北アメリカ大陸、ロシア、さらには、比較的温暖なスペインなどでも栽培されている。草丈は60センチメートル程度まで育ち、茎は直立してよく分枝している。葉は対生で、細長く、先が尖っており、濃い黄緑色で光沢を有す。花は滅多に咲かず、また、不稔性なので、栽培する場合は、挿し木や株分けで増やす。

## 香気
タラゴンはアニスのような香気を持ち、その香りの主成分はエストラゴール（estragole）であり、タラゴンの香気成分の6割程度を占めている。タラゴンのフランス語のエストラゴンが、慣用名のエストラゴールの語源である。このような香りを有するため、タラゴンは料理に使われる場合もある。さらに、料理以外においても、食品用の香料、香粧品用の香料としても用いられる。なお、葉が乾燥する間に少しだが酸化するため、葉に含まれていた別の化学成分がクマリンに変化し、乾燥したタラゴンからは、刈ったばかりの干し草のような芳ばしい、ただしこれまでとは違った香りが生じる。

## 栽培
タラゴンは野性的な性質の植物であり、気候が合えば容易に育つ。
適度に日の当たる場所で、水はけの良い軽い土質を好む。収穫は年に2回から3回可能であり、開花直前が最も香りが高い。同じ株で何度も収穫していると段々と香りが弱くなるので、3年から4年ごとに植え替える。

## 歴史
タラゴンの原産地は、ロシア南部か西アジアか東ヨーロッパの付近であろうと考えられている。BC500年頃からギリシャでは、薬草として栽培されていた。ヒポクラテスは、ヘビや狂犬に噛まれた時の毒消しに用いていたという。13世紀の植物学者、薬剤師であるイブン・バイタールは、タラゴンの効能を口臭予防や睡眠導入に効果があるとしていた。

## 用途
料理の着香を含めて、食品用香料として利用される。しかし、そればかりではなく、香粧品用香料として、他の香りの変調剤としても利用される。

### 料理
料理の香味付けに用いられるが、香りが飛んでしまうので、乾燥させた物ではなく生で用いるのが望ましい。
ピリッとした辛味を有し、ドレッシングなどサラダの味付けに使用する。フランス料理で広く利用され、タルタルソースなど多くのソースに加えられる。また、鶏肉、魚介、卵料理まで、淡白な味を引き立て、料理の味を劇的に変化させるため「魔法の竜」と呼ばれている。香りが強いため、オイルやビネガーに入れておくだけで風味付けに使える。フランス料理の調味料であるタラゴンビネガーは、タラゴンを白ワインビネガーに漬けて作る。乳製品にも良く合い、チーズやサワークリームに混ぜたディップなどにも使える。

### 薬用
食欲増進、健胃・整腸作用、鎮痛作用があり、痛風やリウマチにも良いといわれている。

## 抗癌作用を主張する研究について
かつて、タラゴンはデザイナーフーズ計画のピラミッドで3群に属しており、3群の中でも、バジル、タラゴン、カラスムギ、アサツキは共に3群の上位に属する、癌予防効果を有した食材であると位置付けられていた。